# 노진환 (1928년)
노진환(魯璡煥, 1928년 6월 30일 ~ 2000년 3월 6일)은 미국 기업인 출신의 대한민국 정치인이다. 본관은 함평이다.

## 학력
- 중앙고등학교 졸업 (1946년)
- 고려대학교 정치학과 학사
- 미국 펜실베니아 대학교 대학원 정치학 석사 (국제정치학 전공)

## 약력
- 미국 워싱턴 홀리데이인 경영회사 총지배인
- 재미워싱턴한국교포회 회장
- 워싱턴 아세아문제연구소 고문
- 대한하키협회 회장
- 1972년 : 제8대 국회의원 (민주공화당)
- 1973년 ~ 1979년 : 제9대 국회의원 (유신정우회)

## 역대 선거 결과
|  | 48.8% |

|  | 0% |